# Crescent Island, Nunavut
Crescent Island är en ö i Kanada.   Den ligger i territoriet Nunavut, i den norra delen av landet, 3 600 km norr om huvudstaden Ottawa. Arean är 40 kvadratkilometer.
Terrängen på Crescent Island är platt. Öns högsta punkt är 117 meter över havet. Den sträcker sig 8,0 kilometer i nord-sydlig riktning, och 9,4 kilometer i öst-västlig riktning.
Trakten runt Crescent Island består i huvudsak av gräsmarker.